# State of Origin (Rugby League)
State of Origin (dt. Herkunftsstaat) ist der Name einer jährlich in Australien ausgetragenen, drei Spiele umfassenden Serie in der Sportart Rugby League, bei der die besten Spieler der Bundesstaaten New South Wales und Queensland aufeinandertreffen. Es ist eines der größten Sportereignisse Australiens; die Spiele generieren hohe Fernseh-Einschaltquoten und werden in den größten Stadien des Landes ausgetragen. State of Origin wird im Allgemeinen als größte Rivalität im australischen Sport betrachtet. Obwohl es eine rein australische Veranstaltung ist und es daneben auch internationale Turniere gibt, wird State of Origin oft als höchste Stufe von Rugby League weltweit betrachtet.
Die Spieler werden aufgeboten, um jenen australischen Bundesstaat zu vertreten, in welchem sie erstmals auf Erwachsenenstufe gespielt haben. Dabei vertreten sie entweder die Maroons aus Queensland oder die Blues aus New South Wales – zwei Auswahlteams, die seit dem frühen 20. Jahrhundert existieren, heute aber üblicherweise nur für diesen Anlass zusammengestellt werden. Das erste State of Origin fand im Jahr 1980 statt, seit 1982 wird sie in einer Dreierserie ausgetragen. 2005 war die Bilanz zwischen beiden Bundesstaaten ausgeglichen, anschließend konnte aber bis 2013 nur Queensland die Serie für sich entscheiden. Die in der Serie gezeigten Leistungen haben einen großen Einfluss auf die Aufnahme in die australische Rugby-League-Nationalmannschaft.

## Teams
New South Wales und Queensland, die beiden bedeutendsten Rugby League spielenden Bundesstaaten Australiens, tragen seit 1908 regelmäßig Spiele von Auswahlteams gegeneinander aus. Oft werden die beiden Teams als Maroons (Queensland) bzw. Blues (New South Wales) bezeichnet, den Farben der Trikots entsprechend. Die „Blauen“ (Blues) werden vom Regionalverband New South Wales Rugby League organisiert, die „Kastanienbraunen“ (Maroons) von der Queensland Rugby League. Gelegentlich werden die Spieler aus New South Wales als cockroaches („Küchenschaben“) bezeichnet, jene aus Queensland als cane toads („Aga-Kröten“) – aufgrund einer Marketingkampagne in den 1980er Jahren, in der die Teams in Karikaturen dargestellt wurden.

## Geschichte
Die erste dokumentierte Aufforderung für ein State of Origin machte im Jahr 1900 ein als The Cynic („der Zyniker“) bekannter Journalist im Magazin The Referee. Seit der Einführung von Rugby League in Australien im Jahr 1908 wurde regelmäßig ein Wettbewerb zwischen den beiden Bundesstaaten ausgetragen. Beide Auswahlteams nominierten Spieler von Vereinen aus ihrem Gebiet, wobei Überlegungen bezüglich ihrer Herkunft ohne jegliche Bedeutung waren. Das erste dieser Interstate-Spiele fand am 11. Juli 1908 statt, noch bevor in Queensland überhaupt eine Meisterschaft begonnen hatte; New South Wales gewann deutlich mit 43:0.
In der Folge dominierte New South Wales die Spielserien, mit Ausnahme einer «goldenen Ära» für Queensland in den 1920er Jahren. Die Dominanz von New South Wales nahm ab 1956 zu, als in diesem Bundesstaat Spielautomaten legalisiert wurden. Dies brachte den dort ansässigen Vereinen neue Einnahmequellen, denen die Vereine in Queensland kaum etwas entgegenzusetzen hatten. Immer mehr Spieler aus Queensland zogen daraufhin in die Region Sydney, womit sie für ihren Herkunftsstaat nicht mehr spielberechtigt waren. Bekannt ist ein Bonmot des Schauspielers Paul Hogan im Jahr 1977: „Jedes Mal, wenn Queensland einen guten Spieler hervorbringt, wird er von einer Pokermaschine in New South Wales verarbeitet.“ Vor 1956 hatte Queensland noch rund einen Viertel aller Serien für sich entschieden, danach bis 1981 nur noch eine einzige (im Jahr 1959).
Das Prestige der Interstate-Spiele sank in den 1970er Jahren auf einen Tiefpunkt. Die Begegnungen wurden unter der Woche ausgetragen, um nicht die Meisterschaftsspiele zu konkurrenzieren. 1977 weigerte sich die New South Wales Rugby League, aufgrund des geringen Zuschauerinteresses das Team aus Queensland zu empfangen, so dass beide Spiele in Queensland ausgetragen werden mussten. Der Journalist und frühere Spieler Jack Reardon schlug als erster vor, dass die in Sydney spielenden Queenslander ihre Herkunftsstaat repräsentieren sollten. Auf diese Weise sollten das Ungleichgewicht ausgeglichen werden und das Interesse an den Begegnungen wieder geweckt werden. Hugh Lunn (Reporter der Zeitung The Courier-Mail), Barry Maranta (Mitbegründer der Brisbane Broncos) sowie dessen Geschäftspartner Wayne Reid konnten Ron McAuliffe, den Präsidenten der Queensland Rugby League, davon überzeugen, dass das „State of Origin“-Konzept auch im Rugby League erfolgreich sein könne. Die Vereine aus New South Wales standen diesem Plan zunächst skeptisch gegenüber. Drei Vereine – die St. George Dragons, die South Sydney Rabbitohs und die Eastern Suburbs Roosters – weigerten sich, Spieler für State of Origin freizustellen, beugten sich aber dem Druck des gesamtaustralischen Verbandes Australian Rugby League.
Das erste State of Origin-Spiel war auf den 8. Juli 1980 in Brisbane angesetzt. Die Medien in New South Wales waren von der neuen Veranstaltung nicht überzeugt, der Nationalmannschaftskapitän Bob Fulton nannte das Spiel „das Nicht-Ereignis des Jahrhunderts“. Ron MacAullife hingegen vermarktete das Konzept energisch und konnte mehrere Tausend Tickets verkaufen, noch bevor das Spiel offiziell angekündigt worden war. Im mit 33.210 Zuschauern ausverkauften Lang Park gewann Queensland mit 20:10. Die Spiele in den Jahren 1980 und 1981 waren versuchsweise durchgeführt worden. Aufgrund des großen Erfolgs bei den Zuschauern einigten sich die beteiligten Verbände darauf, ab 1982 jeweils eine Serie von drei Spielen durchzuführen.
Der Rekord für die Gesamtzuschauerzahl des drei Spiele umfassenden State of Origin wurde im Jahr 2004 aufgestellt, als insgesamt 203.309 Zuschauer anwesend waren. Die 2005er Serie brach den Zuschauerrekord für eine Serie mit zwei Spielen in Queensland mit insgesamt 187.374 Zuschauern.

## Auswahlkriterien
Gemäß den Regeln von State of Origin wurden Spieler ursprünglich für jenen Bundesstaat ausgewählt, in welchem sie erstmals auf Erwachsenenstufe (oder als registrierte Spieler) Rugby League gespielt haben. 2012 vereinbarten die Regionalverbände neue Kriterien, die auch andere Faktoren wie z. B. den Geburtsort miteinbeziehen. Spieler müssen auf alle Fälle Australien auf internationaler Ebene vertreten können. Bisweilen gibt es Kontroversen um Spieler, die in einem Bundesstaat geboren und aufgewachsen sind, aber in einem anderen Bundesstaat Rugby League zu spielen begonnen haben. Gelegentlich kommt es vor, dass auch ausländische Spieler einen der beiden Bundesstaaten repräsentieren, insbesondere solche aus Neuseeland.

## Ergebnisse

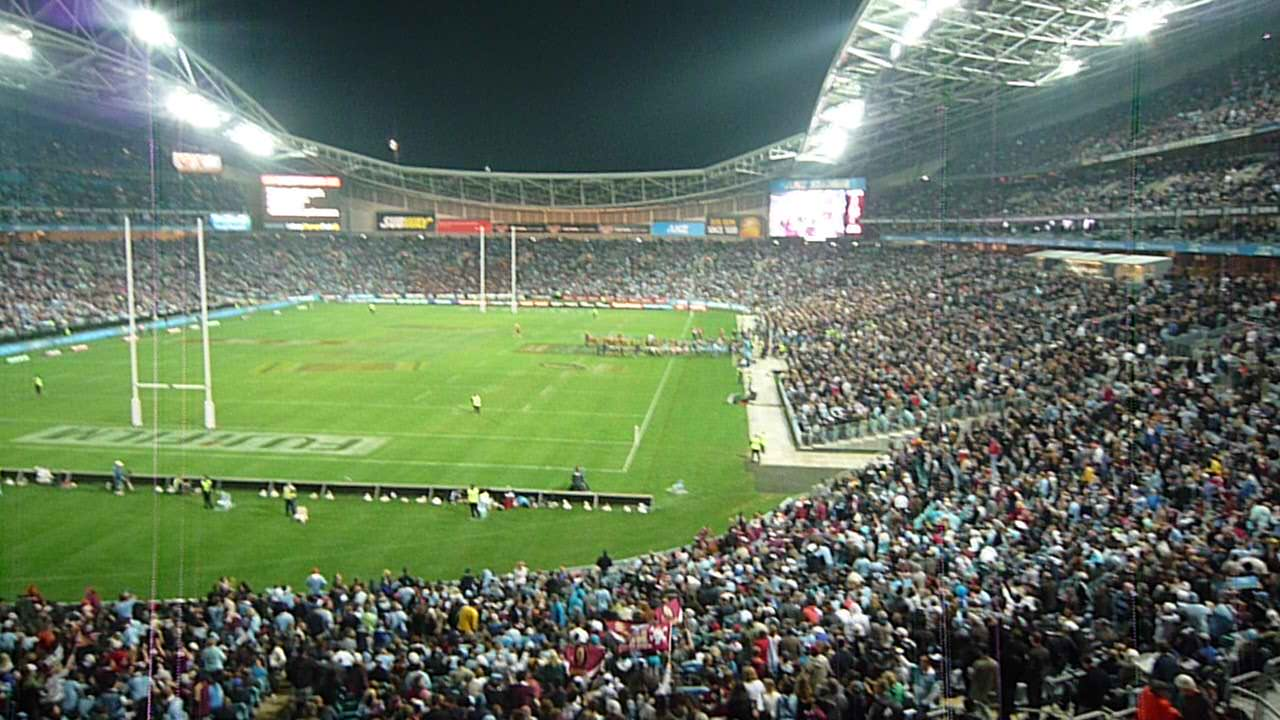
Zweites Spiel der State of Origin 2009 in Sydney

Von den 39 Serien, die bis 2018 ausgetragen wurden, hat Queensland 24 und New South Wales 15 für sich entschieden; zwei Serien endeten unentschieden. Queensland gewann 58 der 109 Spiele, New South Wales 49, in zwei Spielen gab es keinen Sieger.
| Austragung | Gewinner        | Siege | Unent. | Ndlg. |
| ---------- | --------------- | ----- | ------ | ----- |
| 1980       | Queensland      | 1     | 0      | 0     |
| 1981       | Queensland      | 1     | 0      | 0     |
| 1982       | Queensland      | 2     | 0      | 1     |
| 1983       | Queensland      | 2     | 0      | 1     |
| 1984       | Queensland      | 2     | 0      | 1     |
| 1985       | New South Wales | 2     | 0      | 1     |
| 1986       | New South Wales | 3     | 0      | 0     |
| 1987       | Queensland      | 2     | 0      | 1     |
| 1988       | Queensland      | 3     | 0      | 0     |
| 1989       | Queensland      | 3     | 0      | 0     |
| 1990       | New South Wales | 2     | 0      | 1     |
| 1991       | Queensland      | 2     | 0      | 1     |
| 1992       | New South Wales | 2     | 0      | 1     |
| 1993       | New South Wales | 2     | 0      | 1     |
| 1994       | New South Wales | 2     | 0      | 1     |
| 1995       | Queensland      | 3     | 0      | 0     |
| 1996       | New South Wales | 3     | 0      | 0     |
| 1997       | New South Wales | 2     | 0      | 1     |
| 1998       | Queensland      | 2     | 0      | 1     |
| 1999       | Unentschieden   | 1     | 1      | 1     |
| 2000       | New South Wales | 3     | 0      | 1     |
| 2001       | Queensland      | 2     | 0      | 1     |
| 2002       | Unentschieden   | 1     | 1      | 1     |

| Austragung | Gewinner        | Siege | Unent. | Ndlg. |
| ---------- | --------------- | ----- | ------ | ----- |
| 2003       | New South Wales | 2     | 0      | 1     |
| 2004       | New South Wales | 2     | 0      | 1     |
| 2005       | New South Wales | 2     | 0      | 1     |
| 2006       | Queensland      | 2     | 0      | 1     |
| 2007       | Queensland      | 2     | 0      | 1     |
| 2008       | Queensland      | 2     | 0      | 1     |
| 2009       | Queensland      | 2     | 0      | 1     |
| 2010       | Queensland      | 3     | 0      | 0     |
| 2011       | Queensland      | 2     | 0      | 1     |
| 2012       | Queensland      | 2     | 0      | 1     |
| 2013       | Queensland      | 2     | 0      | 1     |
| 2014       | New South Wales | 2     | 0      | 1     |
| 2015       | Queensland      | 2     | 0      | 1     |
| 2016       | Queensland      | 2     | 0      | 1     |
| 2017       | Queensland      | 2     | 0      | 1     |
| 2018       | New South Wales | 2     | 0      | 1     |
| 2019       | New South Wales | 2     | 0      | 1     |
| 2020       | Queensland      | 2     | 0      | 1     |
| 2021       | New South Wales | 2     | 0      | 1     |
| 2022       | Queensland      | 2     | 0      | 1     |
| 2023       | Queensland      | 2     | 0      | 1     |
| 2024       | New South Wales | 2     | 0      | 1     |

## Individuelle Rekorde
Stand: 2013

### Queensland
- Meiste Spiele: 36, Darren Lockyer (1999–2011)
- Meiste Spiele als Kapitän – 30, Wally Lewis (1981–1991)
- Meiste Versuche: 15, Greg Inglis (2006–)
- Meiste Punkte: 162, Jonathan Thurston (2005–)
- Meiste Spiele in Folge: 27, Jonathan Thurston (2005–)

### New South Wales
- Meiste Spiele: 31, Brad Fittler (1990–2004)
- Meiste Spiele als Kapitän – 15, Danny Buderus (2004–2008)
- Meiste Versuche: 11, Michael O’Connor (1985–1991)
- Meiste Punkte: 129, Michael O’Connor (1985–1991)
- Meiste Spiele in Folge: 21, Danny Buderus (2002–2008)